# Chibi Chibi
Chibi Chibi, раніше відомий як Cherrybelle — індонезійський дівочий гурт, сформований у 2011 році під керівництвом CBM Entertainment.

## Історія
Гурт дебютував у 2011 році з дев'ятьма учасницями: Енджел, Аніса, Черлі, Крісті, Деві, Феллі, Джіджі, Рін та Венда. У роки після дебюту гурт зазнав значних змін у складі. Контракти Деві та Венди були розірвані у 2012 році, а Аніса покинула гурт у 2013 році. Їх замінили Кезія, Стеффі та Нові. У 2015 році лідерка гурту Черлі разом з Феллі, Джіджі, Кезією, Рін та Стеффі покинула гурт через розбіжності з їхнім лейблом, залишивши лише Енджел, Крісті та Нові. Незважаючи на продовження набору нових учасниць, гурт продовжував втрачати учасників до безстрокової перерви в середині 2018 року.
Під час святкування 11-ї річниці гурту вони возз'єдналися під назвою Chibi Chibi та почали з'являтися на численних заходах. До повернення долучилися 7 осіб: Енджел, Черлі, Крісті, Рін, Кезія, Стеффі та Нові. 15 вересня 2023 року Chibi Chibi випустили сингл під назвою Dilema, який став дебютною піснею гурту в аранжуванні.